# Низовское сельское поселение (Омская область)
Низовское се́льское поселе́ние — муниципальное образование в Муромцевском районе Омской области Российской Федерации.
Административный центр — село Низовое.

## История
Статус и границы сельского поселения установлены Законом Омской области от 30 июля 2004 года № 548-ОЗ «О границах и статусе муниципальных образований Омской области»

## Население
| 2010  | 2011  | 2012  | 2013  | 2014  | 2015  | 2016  |
| ----- | ----- | ----- | ----- | ----- | ----- | ----- |
| 1214  | ↘1209 | ↘1179 | ↘1168 | ↘1144 | ↘1136 | ↘1118 |
| 2017  | 2018  | 2019  | 2020  | 2021  | 2023  |       |
| ↘1093 | ↘1075 | ↘1045 | ↘1017 | ↘749  | ↘711  |       |

## Состав сельского поселения
| № | Населённый пункт | Тип населённого пункта       | Население |
| - | ---------------- | ---------------------------- | --------- |
| 1 | Большекрасноярка | деревня                      | ↘236      |
| 2 | Гузенево         | деревня                      | ↘205      |
| 3 | Кольцовка        | деревня                      | ↘0        |
| 4 | Низовое          | село, административный центр | ↘695      |
| 5 | Юдинка           | деревня                      | ↘78       |